# Bundesautobahn 12
L'autostrada tedesca A 12 congiunge Berlino alla frontiera polacca presso Francoforte sull'Oder; attraverso il Ponte autostradale di Francoforte sull'Oder prosegue in territorio polacco come A2.

## Percorso
| A 12 |           |                                    |      |                     |                |
| Tipo | n° uscita | Indicazione                        | km   | Corrispondenze      | Strada europea |
|      | 1         | Autobahndreieck Spreeau            | 0,2  |                     |                |
|      | 2         | Friedersdorf                       | 2,2  |                     |                |
|      | 3         | Storkow                            | 10,8 |                     |                |
|      | 4         | Fürstenwalde-West                  | 23,1 |                     |                |
|      | 5         | Fürstenwalde-Ost                   | 25,6 |                     |                |
|      | 6         | Briesen                            | 37,1 |                     |                |
|      | 7         | Müllrose                           | 42,6 |                     |                |
|      |           | Area di Servizio "Biegener Hellen" | 45,0 | Solo dir. Frankfurt |                |
|      |           | Area di Servizio "Biegener Hellen" | 45,0 | Solo dir. Berlino   |                |
|      | 8         | Frankfurt-West                     | 51,0 |                     |                |
|      | 9         | Frankfurt-Mitte                    | 54,1 |                     |                |
|      | 10        | Confine di Stato                   | 58,2 |                     |                |